# 593 Titania
Az 593 Titania egy a Naprendszer kisbolygói közül, amit August Kopff fedezett fel 1906. március 20-án.